# Onychogomphus lui
Onychogomphus lui är en trollsländeart som först beskrevs av Zhou, Zhou och Lu 2005.  Onychogomphus lui ingår i släktet Onychogomphus och familjen flodtrollsländor. Inga underarter finns listade i Catalogue of Life.